# Селище Шевченка (Київ)
Се́лище Шевче́нка — селище, місцевість у Подільському районі міста Києві. Розташоване між Пріоркою, Вітряними горами, Виноградарем, Пуща-Водицьким лісом та Кинь-Ґрустю.
Основні вулиці: Красицького, Золочевська, Косенка.

## Історія
Селище відоме з 20-х років XX століття. Первісно простягалося вздовж вулиць Красицького, Лесі Українки, Золочевської. У 1930-х роках розширилося на північ.
У 1940–50-х роках розширене до теперішніх меж (забудовано південну та південно-західну частини селища). Забудова — малоповерхова приватна садибна. Селище налічує близько 30 вулиць та провулків. Більшість вулиць здобули назви 1944 року.